# Decatur City (Iowa)
Decatur City es una ciudad situada en el condado de Decatur, en el estado de Iowa, Estados Unidos. Según el censo de 2010 tenía una población de 197 habitantes.

## Geografía
Según la Oficina del Censo de los Estados Unidos, la localidad tiene un área total de 1,04 km², la totalidad de los cuales 1,03 km² corresponden a tierra firme.

## Demografía
Según el censo de 2010, había 197 personas residiendo en la localidad. La densidad de población era de 189,42 hab./km². Había 91 viviendas con una densidad media de 87,5 viviendas/km². El 95,94% de los habitantes eran blancos, el 0,51% amerindios, el 1,02% asiáticos y el 2,54% pertenecía a dos o más razas. El 1,02% de la población eran hispanos o latinos de cualquier raza.